# Miguel Ángel Sánchez
Miguel Ángel Sánchez Ferrer (Nueva Gerona, 2 agosto 1988) è un calciatore cubano, di ruolo attaccante.

## Carriera
Ha esordito con la Nazionale cubana nel 2013.